# Glenea malasiaca
Glenea malasiaca é uma espécie de escaravelho da família Cerambycidae. Foi descrita por James Thomson em 1865.